# Šahovska olimpijada 1998.
33. Šahovska olimpijada održana je 1998. u Rusiji. Grad domaćin bila je Elista.

## Poredak osvajača odličja
| Mj. | Država   | Bodova | Igrači |
| --- | -------- | ------ | ------ |
| 1.  | Rusija   | 35,5   |        |
| 2.  | SAD      | 34,5   |        |
| 3.  | Ukrajina | 32,5   |        |

| Pobjednici            |
| --------------------- |
| Rusija Četvrti naslov |